# Sejny
Sejny (lituano: Seinai) è una città polacca del distretto di Sejny nel voivodato della Podlachia.
Ricopre una superficie di 4,49 km² e nel 2004 contava 5 989 abitanti.

## Amministrazione
La città è gemellata con:
- Anykščiai